# Borgward Isabella
De Borgward Isabella is een automodel van de voormalige Duitse fabrikant Borgward.

## Geschiedenis
De Isabella is ontworpen door Carl Borgward en werd op 12 juni 1954 gepresenteerd. Na het uitbannen van de kinderziekten bleek het een uiterst betrouwbare auto te zijn die goed verkocht. Doordat Borgward in 1961 plotseling in de financiële problemen kwam, stopte de productie in dat jaar, waarna de productielijn werd verkocht aan de Fabrica Nacional de Automoviles S.A. in Monterrey (aan Mexico ). Deze produceerde vanaf 1967 tot zijn faillissement in 1970 nog de Borgward P100, in Mexico Borgward 230 genoemd.

## Specificaties
De Borgward Isabella had een zelfdragende carrosserie, een 4 cilinder lijnmotor van 1493cc en achterwielaandrijving. De volledig gesynchroniseerde vierversnellingsbak werd bediend met een hydraulische koppeling.
Er waren vier uitvoeringen: sedan, stationwagen, coupé en cabriolet. De laatste twee werden uitsluitend in de TS-uitvoering verkocht, met motor die 75 pk leverde, in plaats van de standaard 60 pk motor.
Borgward Isabella Sedan
- vermogen: 60 pk/4700 tpm
- lengte: 4,39 m
- hoogte: 146 cm
- breedte: 170 cm
- gewicht: 1020 kg
- topsnelheid: 135 km/u
- 0–100 km/u: 25 s

Borgward Isabella TS Sedan
- vermogen: 75 pk/5200 tpm
- koppel: 108 nm
- lengte: 4,39 m
- hoogte: 146 cm
- breedte: 170 cm
- gewicht: 1020 kg
- topsnelheid: 150 km/u
- 0–100 km/u: 18 s